# Сарухан Хюнел
Саруха̀н Хюнѐл (на турски: Saruhan Hünel) е турски актьор, роден в Истанбул на 7 януари 1970 г.
Майка му е арабка от Ирак, а баща му е гръцки турчин, роден в Солун – бивш шампион на Турция по танци. Още от детството си Сарухан се увлича по актьорското изкуство, но баща му е против това. От начало се занимава с мимики, след което започва да се занимава професионално като модел. С течение на времето е забелязан и поканен да играе в сериали. В България е познат от сериала „Изгубени години“.

## Филмография
- Karagül Kenan (2015)
- Araf Zamanı Ali (2012)
- Yeni Baştan (Отначало): Murat (2009)
- Serçe (Врабче): Doğu (2008)
- „Изгубени години“: Есмер (2006)
- Melek (Ангел): Ferhat Güney (2003)
- Milli Saraylarımız (2000)
- Nilgün: Suat (1999)
- Aynalı Tahir: Tilki Ekrem (1998)
- Unutabilsem (1998)
- Kaygısızlar: Konuk Oyuncu (1994)
- Gündüzün Karanlığı (1992)